# Marie Mindermann

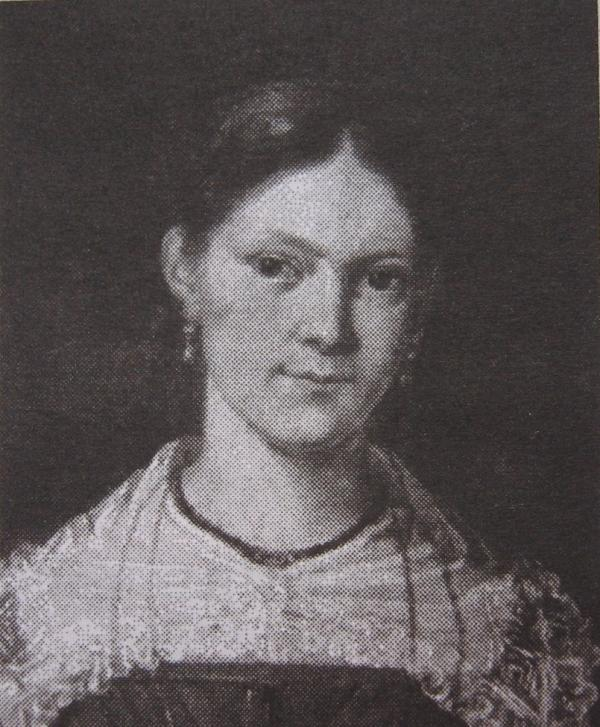
Marie Mindermann

Marie Christiane Mindermann  (* 9. Dezember 1808 in Bremen; † 25. März 1882 in Bremen) war eine deutsche Frauenrechtlerin und Schriftstellerin, die auch im plattdeutschen Dialekt schrieb.

## Biografie
Mindermann war die Tochter des Drechslermeisters Johann Mindermann aus Sagehorn (Oyten). Die Mutter war Elisabeth Mindermann, geborene Flügger und mit der Schriftstellerin und Pädagogin Betty Gleim befreundet. Dadurch kam Marie Mindermann mit Kunst und Literatur in Berührung. Sie besuchte bis 1814 die Klippschule und konnte mit fünf Jahren bereits lesen. Bis 1821 absolvierte sie das Lyzeum und die Gelehrtenschule in Bremen. Ab 1830 schrieb sie anonym im Bürgerfreund und ab 1839 im Bremer Stadtboten. Sie wohnte nach dem Tode ihrer Eltern (1839/1840) mit ihrer Freundin Caroline Lacroix in der Neustadt und zog mit ihr 1856 in das St.-Remberti-Stift.

### Politisches Engagement um 1848
Ab 1848 engagierte Mindermann sich für mehr demokratische Rechte und setzte sich für den revolutionären, demokratischen Pastor Rudolph Dulon (1807–1870) ein. Als dieser 1851 vom Senat als Pastor suspendiert wurde, verfasste wahrscheinlich sie eine erfolglose Petition, die von 5356 Frauen unterzeichnet und Bürgermeister Johann Smidt überreicht wurde. 1851/52 schrieb sie anonym verschiedene poitisch-satyrische Schriften. Der Senat der Freien Hansestadt Bremen verklagte sie aufgrund ihrer Schrift „Bremische Zustände“ – sie wurde 1852 zu acht Tagen Gefängnis verurteilt, ersatzweise zu 20 Talern Geldstrafe, die sie jedoch nicht aufbrachte. über ihre Hafterlebnisse schrieb sie 1852 die Schrift Eigenthümlichkeiten der Bremer Neuzeit, die beim Schünemann Verlag erschien. 1867 gründete sie mit Ottilie Hoffmann, Henny Sattler und anderen Frauen den Bremer Verein zur Erweiterung des weiblichen Arbeitsgebietes, der später als Frauen-Erwerbs- und Ausbildungsverein bekannt wurde. Der Verein trat für das Frauenwahlrecht ein, das in Bremen erst 1918 realisiert werden konnte.

### Schriftstellerisches Werk
Während Marie Mindermann zwischen 1848 und 1852 durch politische Schriften an die Öffentlichkeit trat, verlagerte sich ihre schriftstellerische Tätigkeit nach ihrer Haft von 1852 hin zur Lyrik und Prosa. Ab 1854 veröffentlichte sie Sammlungen von Sagen, Märchen und Erzählungen. 1865 wurde sie zum Mitglied des Goethebunds ernannt. Sie schrieb eine Reihe von plattdeutschen Gedichten im Bremer Platt. 

### Ehrungen
Die Marie-Mindermann-Straße in Bremen-Obervieland wurde nach ihr benannt.

## Werke
- Heide und Moos, Märchen für Jung und Alt, Lübeck 1854 (Digitalisat)
- Feldblumen. 6 Bände. Flemming, Glogau 1859–1862.
- Plattdeutsche Gedichte nebst einer Sammlung plattdeutscher Gedichte un Redeweisen, Bremen 1860 (Digitalisat)
- Buntes Laub, Bremen 1863
- Sagen der alten Brema, Bremen 1867 (Digitalisat)
- Dramatische Kleinigkeiten, Bremen 1867
- Ranken, Bremen 1867
- Blumen am Wege, Bremen 1873
- Bis zum Senator, Bremen 1877
- Der Achatschleifer. Oswald-Lebensbilder für die reifere Jugend, Glogau 1879
- Eine Tante, Glogau 1879
- Spruchschatz, Bremen 1879
- Aus dem Leben, Bremen 1880